# Clique (singolo)
Clique è un singolo dei rapper statunitensi Kanye West, Jay-Z e Big Sean, pubblicato come quarto singolo per la compilation Cruel Summer, il 6 settembre 2012, dalle etichette discografiche GOOD Music e Def Jam Recordings. Il brano presenta inoltre parti vocali aggiuntive del cantante James Fauntleroy II, che esegue l'introduzione del brano.

## Antefatti
Kanye West pubblicò inizialmente il brano sul proprio sito web il 6 settembre 2012. Lo stesso giorno il DJ Funkmaster Flex mandò in radio per la prima volta il brano sul proprio show radiofonico Hot 97, mentre fu pubblicata per il download digitale il giorno seguente su iTunes. Un remix del brano venne poi pubblicato il 14 novembre seguente, con la partecipazione aggiuntiva del rapper T.I..
In un'intervista rilasciata per il DJ e conduttore radiofonico britannico Tim Westwood, Big Sean affermò che furono registrate molte più strofe per il brano. Infine vennero utilizzate solo quelle composte da Kanye West, Jay-Z e Big Sean stesso.

## Composizione
La produzione del singolo è stata gestita principalmente da Hit-Boy, con la co-produzione dello stesso West, di Anthony Kilhoffer e di Noah Goldstein. Il brano contiene inoltre un campione del brano del 1974 "Funky President (People It's Bad)", eseguito da James Brown.

## Accoglienza
Il magazine Complex ha classificato Clique come il 15º miglior brano del 2012. Sempre Complex ha poi classificato la strofa di Jay-Z come la quinta migliore di tutto il 2012 per un artista ospite in un brano.

## Tracce
Download digitale
1. Clique – 4:54 (testo: Kanye West, Shawn Carter, Sean Michael Anderson – musica: Hit-Boy, Kanye West, Anthony Kilhoffer, Noah Goldstein)

## Formazione
Musicisti
- Kanye West – voce, produzione
- Jay-Z – voce
- Big Sean – voce
- James Fauntleroy – voce aggiuntiva

Produzione
- Hit-Boy – produzione
- Anthony Kilhoffer – produzione
- Noah Goldstein – produzione

## Classifiche

### Classifiche settimanali
| Classifica (2012–13)      | Posizione massima |
| ------------------------- | ----------------- |
| Australia                 | 39                |
| Belgio (Fiandre)          | 6                 |
| Belgio (Vallonia)         | 19                |
| Canada                    | 17                |
| Danimarca                 | 36                |
| Francia                   | 43                |
| Paesi Bassi               | 85                |
| Regno Unito               | 22                |
| Regno Unito (R&B)         | 4                 |
| Scozia                    | 30                |
| Stati Uniti               | 12                |
| Stati Uniti (R&B/hip-hop) | 2                 |
| Stati Uniti (rap)         | 2                 |
| Stati Uniti (rhythmic)    | 2                 |

### Classifiche di fine anno
| Classifica (2012)         | Posizione |
| ------------------------- | --------- |
| Regno Unito               | 195       |
| Stati Uniti (R&B/hip-hop) | 59        |
| Classifica (2013)         | Posizione |
| Stati Uniti (R&B/hip-hop) | 29        |
| Stati Uniti (rap)         | 23        |
| Stati Uniti (rhythmic)    | 34        |

## Riconoscimenti
| Anno                             | Evento                    | Categoria       | Risultato | Note |
| -------------------------------- | ------------------------- | --------------- | --------- | ---- |
| 2014                             |                           |                 |           |      |
| ASCAP Rhythm & Soul Music Awards | Miglior brano R&B/Hip-Hop | Vincitore/trice | [ 24 ]    |      |
| BMI R&B/Hip-Hop Awards           | Miglior brano             | Vincitore/trice | [ 25 ]    |      |
| World Music Awards               | Miglior brano             | Candidato/a     | [ 26 ]    |      |